# Sphaerotherium reticulatum
Sphaerotherium reticulatum är en mångfotingart som beskrevs av Butler 1878. Sphaerotherium reticulatum ingår i släktet Sphaerotherium och familjen Sphaerotheriidae. Inga underarter finns listade i Catalogue of Life.